# Нью-Голланд (Іллінойс)
Нью-Голланд (англ. New Holland) — селище (англ. village) в США, в окрузі Лоґан штату Іллінойс. Населення — 275 осіб (2020).

## Географія
Нью-Голланд розташований за координатами 40°11′0″ пн. ш. 89°34′59″ зх. д. / 40.18333° пн. ш. 89.58306° зх. д. (40.183443, -89.583046).  За даними Бюро перепису населення США в 2010 році селище мало площу 0,74 км², уся площа — суходіл.

## Демографія
Згідно з переписом 2010 року, у селищі мешкало 269 осіб у 114 домогосподарствах у складі 69 родин. Густота населення становила 364 особи/км².  Було 125 помешкань (169/км²).
Расовий склад населення:
| - 96,3 % — білих - 1,1 % — корінних американців - 1,9 % — осіб інших рас |

До двох чи більше рас належало 0,7 %. Частка іспаномовних становила 1,9 % від усіх жителів.
За віковим діапазоном населення розподілялося таким чином: 22,3 % — особи молодші 18 років, 61,7 % — особи у віці 18—64 років, 16,0 % — особи у віці 65 років та старші. Медіана віку мешканця становила 42,9 року. На 100 осіб жіночої статі у селищі припадало 106,9 чоловіків;  на 100 жінок у віці від 18 років та старших — 101,0 чоловіків також старших 18 років.
Середній дохід на одне домашнє господарство  становив 61 626 доларів США (медіана — 52 000), а середній дохід на одну сім'ю — 81 326 доларів (медіана — 72 143). За межею бідності перебувало 8,4 % осіб, у тому числі 4,2 % дітей у віці до 18 років та 4,2 % осіб у віці 65 років та старших.
Цивільне працевлаштоване населення становило 111 осіб. Основні галузі зайнятості: освіта, охорона здоров'я та соціальна допомога — 29,7 %, транспорт — 15,3 %, публічна адміністрація — 14,4 %.